# Кирил и Методий
Вижте пояснителната страница за други значения на Кирил и Методий.
Св. св. Кирил и Методий (на гръцки: Κύριλλος καὶ Μεθόδιος, на старобългарски: Кѷриллъ и Меѳодїи) са двама братя богослови, родени в Солун, Византийска империя през IX век, които развиват своята мисионерска дейност като проповедници на християнството.
За своята работа, която значително ще повлияе на културното развитие на славяните, са наречени славянските апостоли. На тях се дължи създаването на азбуката глаголица – първата азбука, която първоначално служи за писменост на старобългарски език, а кирилицата (по името на Св. Кирил) е създадена след смъртта им в Преславската книжовна школа на базата на графичността на гръцката писменост.
Солунските братя, както още са известни братята Кирил и Методий, са канонизирани като светци за превода и популяризирането на Библията на старобългарски език (придобил популярност като староцърковнославянски език) и разпространяване на християнството сред ранносредновековните славянски народи. Титулувани са като равноапостоли и Славянски апостоли. На 30 декември 1980 г. с апостолическото послание Egregiae Virtutis, папа Йоан Павел II ги обявява за съпокровители на Европа. Православната църква ги почита и като едни от светите Седмочисленици заедно с техните ученици и последователи Климент, Наум, Ангеларий, Горазд и Сава.

## Ранни години
Братята са родени в Солун, като деца на висшия византийски военачалник, друнгария Леон, известен в българската историография като Лъв (на гръцки: Λέων, Леон), подстратег (помощник-управител) на Солун и областта, и на жена му Мария. Това многобройно семейство според житиеписеца на Константин е „от добър и почтен род, отдавна познат на бога, на царя и на цялата солунска област“. Те са високопоставени поданици на Византийската империя. Според някои автори, родителите Лъв и Мария, като византийски аристократи, са ромеи, а разговорен славянски език братята, които са полиглоти, научават на пазара в Солун. Съществува хипотеза за славянски произход на майката на двамата братя. Методий, най-възрастният брат в семейството със седем сина, е роден през 815 година. Константин, който е най-малкият син, е роден през 827 година; приема името Кирил и монашество към края на живота си в Рим.
Бащата умира рано и децата минават под попечителството на своя чичо логотета Теоктист (Theoktistos, Θεόκτιστος; † 20 ноември 855), влиятелна личност в Империята (logothetes tou dromou, главен министър и регент на Михаил III). Теоктист съвместно с другия регент, Варда, разработва програма за образуването на университета Магнаурска школа.
През 843 година Кирил заминава по негова покана в Константинопол и започва да учи в престижната Магнаурска школа. За Методий чичото съдейства да му се повери държавен пост и той е назначен за управител на административна област недалеч от Солун.

## Мисии
Виж Константин-Кирил Философ и Методий.
| „                    | На Кирила философа, който преведе Божественото писание от гръцки език на български и просвети българския род, новият втори апостол, през царуването на Михаила и православната царица Теодора, неговата майка, които укрепиха божествената църква със свети икони и утвърдиха православието, вечна му памет. На неговия брат Методия, архиепископ на Моравия Панонска, тъй като и той много се потруди за славянската книга, вечна му памет. | “ |
| Синодик на цар Борил | |   |

В края на 855 г. и началото на 856 г. Кирил е изпратен от управниците на Византийската империя със специална мисия при сарацините в Багдадския халифат. Тази мисия има за цел да защити християнството от нападките на мюсюлманите. С нея той поставя началото на своята дейност сред по-близки и далечни народи.
860 г. – Втора мисия при хазарите. В тази мисия взема участие и Методий. От описанието на дейността на солунските братя става ясно, че задачата им е много по-мащабна и обхваща не само земята на хазарите, но и други области на днешните Украйна и Южна Русия. Кирил и Методий избират за център на дейността си град Херсон, разположен на югозападния бряг на Крим.
Пребиваването им в Херсон е свързано и с издирването на мощите на свети Климент, измъчван и погребан там. Тези мощи по-късно изиграват голяма роля за създаването на авторитет на братята в Западния свят. Откритите мощи са на един от най-ранните дейци на християнската църква – св. ап. Климент Римски, първосвещеник на християните в още езически Рим. Св. ап. Климент е епископ и на Сердика, след което става един от първите римски папи.
863 – 867 г. – Мисия на Кирил и Методий във Великоморавия при княз Ростислав. Моравската мисия е по покана на моравския княз Ростислав, който решава да освободи земята си от чуждата немско-латинска църковна и просветна пропаганда, проправяща път към владичество на германските феодали. Ростислав иска да славянизира църквата, като съдаде славянско духовенство и славянско богослужение, основано на единна славянска писменост. Византийските управници удовлетворяват молбата на Ростислав и изпращат в Моравия вече изтъкнатите като мисионери и работили сред славянството братя Кирил и Методий. Във Великоморавия Кирил и Методий водят непрекъсната борба срещу триезичната догма (богослужение единствено на гръцки, латински и еврейски) и започват да изграждат славянска християнска църква и училище, да разпространяват славянската писменост. Натъкнали се на трудности в своята дейност, те отиват в Рим.
869 г. – На 14 февруари в Рим Кирил умира. Погребан е в базилката Сан Клементе.
873 г. – Папа Йоан VIII ръкополага Методий за архиепископ на Велика Моравия. Борби на Методий срещу интригите на немското и римското духовенство.
885 г. – На 6 април Методий умира във Велехрад, Велика Моравия, и най-вероятно е погребан в епископската църква.
886 г. – Учениците на Кирил и Методий – Горазд, Климент, Сава, Наум и Ангеларий са изгонени от Великоморавия. Радушен прием за Климент, Наум и Ангеларий в България от княз Борис.
След 886 г. – Дейност на Климент в югозападните български земи (област Кутмичевица, дн. Северна Македония, Гърция и Албания). По заръка на княз Борис е изпратен в Кутмичевица, за да развива книжовна дейност. Под ръководството на княз Борис в българската държава се оформят два големи книжовни центъра – единият е в Плиска (североизточните предели на България), другият е в Северна Македония, Гърция и Албания (обл. Кутмичевица, югозападните български земи). И в двете книжовни средища се строят църкви, манастири, превежда се книжнина на славянски език.
Краят на IX век – Създаване на кирилицата на основата на гръцката унциална (заглавна) писменост. Това се свързва с името на Климент Охридски. Преминаването от глаголица на кирилица е труден процес. Княз Борис подкрепя Климент в книжовната му дейност по създаване на кирилицата. Новата азбука е много по-лесна за писане и включва всички особености на българския език при писмено изразяване. Българският народ вече се сдобива със своя писменост и книжнина и става неизменна част от християнството.

## Памет
На Кирил и Методий е посветена най-голямата библиотека - Националната библиотека „Св. св. Кирил и Методий“.
Великотърновският университет „Св. св. Кирил и Методий“ също носи името на солунските братя. 
Над 250 действащи училища в България са посветени на Кирил и Методий, както и над 170 от закритите вече училища в страната са носили името на светите братя Кирил и Методий.
В България има над 150 храма - черкви, параклиси и манастири, посветени на светите братя Кирил и Методий, според регистъра на храмовете на регистрираните вероизповедания към Дирекцията по вероизповеданията. По-голямата част от храмовете са в юрисдикцията на Българската православна църква, като има и няколко храма към Католическата църква в България.
Сред манастирите, които са посветени на светите братя Кирил и Методий, са (в азбучен ред):
- Горнобански манастир „Св. св. Кирил и Методий“ - намира се във вилна зона „Горна Баня“ в София, периодично действащ манастир, без монаси[20]. Манастирът е част от Софийска епархия на БПЦ;
- Клисурски манастир „Св. св. Кирил и Методий“ - намира се до Берковица, постоянно действащ девически манастир[21], част от Видинска епархия на БПЦ;
- Преславски манастир „Св. св. Кирил и Методий“ - намира се във Велики Преслав. Осветен е през 1929 година. Днес действа като храм-паметник[22]. Част от Варненска и Великопреславска епархия на БПЦ;
- Манастирски параклис „Св. св. Кирил и Методий“  - част от Троянски манастир. През зимният период службите се извършват именно в този параклис[23];

Черкви, посветени на светите братя Кирил и Методий, има в следните населени места (по азбучен ред - при селища с дублиращи се имена в линка към името на селището е посочено конкретното селище с храм в чест на светите братя, а при някои и общината или областта на конкретното селище):
- Александрово (област Стара Загора), Асеновград (два храма), Асеновец, Аспарухово (община Карнобат), Бабинска река, Багренци, Байлово, Балканци (област Велико Търново), Бисер, Блатец (община Сливен), Божурлук, Борец, Борилово, Бургас, Български извор, Васил Левски (община Карлово), Ведраре, Велико Търново, Веринско, Висока могила, Габровица, Гоце Делчев („Св. св. Кирил и Методий и Св. прор. Илия“), Граничар, Девня, Джебел, Добровница, Добролево, Добротица (област Силистра), Долище (област Варна), Долна Кремена, Долно Ряхово, Драбишна, Драгодан, Дралфа, Душанци, Енево (област Шумен), Житен (област Добрич), Заветно, Звънарци, Иваняне, Искра (община Карнобат), Исперих, Казачево, Калековец, Калиманци (област Варна), Каравелово (област Ямбол), Кариманите, Кирилово (община Стара Загора), Книжовник, Ковачевци(област Перник), Коларово (област Стара Загора), Константин, Копривлен, Костелево, Кости, Костинброд, Крапец (община Шабла), Крънджилница, Кръстина, Кубрат, Кълново, Липница (област Враца), Ловеч, Любен (област Пловдив), Малък извор (област Ловеч), Миладиновци (област Ямбол), Мирово (област Велико Търново), Мирово (област Стара Загора), Мокрище, Монтана, Мортагоново, Мусачево (област Стара Загора), Мустрак, Несебър, Николаево (област Стара Загора), Николаево (област Сливен), Нова Черна, Окоп, Опанец (община Плевен), Осеново (област Варна), Партизани, Партизанин, Питово, Планиново, Пловдив, Победа (област Ямбол), Полето, Приморско, Радомирци, Радотина, Раяновци (община Белоградчик), Рогозен, Рожен, Росеново (област Бургас), Русе, Садовик, Садово (област Пловдив), Самуилово (област Стара Загора), Саранци, Свищов (Никополска епархия на Католическата църква от латински обред), Свищов (Великотърновска епархия на БПЦ), Сливек, Сливница (област София), Смолник, Созопол, Соколово (община Балчик), София (два храма - на Женския пазар и в квартал „Красно село“), Стара Загора (към Софийската епархия на католическата църква от източен обред), Староселци, Сулица, Тополово, Торос, Трифоново, Тръстиково (област Варна), Устина, Хаджидимитрово (община Казанлък), Хан Аспарухово, Цар Шишманово, Цар Петрово, Циримир, Църварница, Чибаовци, Чирпан, Щипско, Яворница, Якоруда, Ямбол (към Софийската епархия на католическата църква от източен обред)

Параклиси, посветени на светите братя Кирил и Методий, има в следните населени места (по азбучен ред - при селища с дублиращи се имена в линка към името на селището е посочено конкретното селище с храм в чест на светите братя, а при някои и общината или областта на конкретното селище):
- Асеновград[24], Варна, Джурково, Каспичан, Левочево, Манастир (област Пловдив), Момчиловци, Нова Шипка, Обидим, Петково (област Смолян), Пловдив (част от комплекса на Пловдивската духовна семинария), Ракитово, Румянцево, Сеноклас, Славейно, Соколовци, София (в двора на Националната спортна академия[25]), Стара Загора (към Старозагорска епархия на БПЦ), Чепеларе, Широка лъка

Извън храмовете в регистъра на регистрираните вероизповедания към Дирекцията по вероизповеданията, в България има още един храм, посветен на светите братя Кирил и Методий: параклисът на Българската православна старостилна църка в Благоевград.
Извън България също има няколко български храма, посветени на светите братя Кирил и Методий:
- Пет от църковните общини към Западно и Средноевропейската епархия на БПЦ са посветени на светите братя Кирил и Методий[27]: в Хамбург (Германия)[28], в Щутгарт (Германия)[29], в Дения (Испания)[30], в Будапеща (Унгария)[31] и в Страсбург (Франция) - в Страсбург общината е посветена на светите братя Кирил и Методий и на Бенедикт Нурсийски[32];
- Катедралният храм „Св. св. Кирил и Методий“ в Ню Йорк - катедрален храм на Епархията на БПЦ в САЩ, Канада и Австралия[33].

На светите братя Кирил и Методий са посветени и над 90 читалища в страната - включително в Сатовча, Бургас, Соколец, Тополи, Цонево, Къпиново (община Велико Търново), Буйновци (община Елена), Радовене (община Роман), Баурене, Нефела, Кметовци, Стоките (община Севлиево) ,Габрово, Райновци (община Габрово), Бенковски (област Добрич), Пчеларово (област Добрич), Фелдфебел Денково, Орлова Могила, Ефрейтор Байкалово, Прилеп (област Добрич), Егрек, Долно село, Велчево (област Ловеч), Белотинци, Киселево, Пишурка, Дорково, Белово, Велинград, Братаница, Менекьово, Исперихиво, Дебръщица, Драгиново, Оборище (област Пазарджик), Ляхово (област Пазарджик), Вискяр, Търнене, Дъбован, Първомай, Шишманци, Ново село (област Пловдив), Раковски, Асеновград, Баня (община Карлово), Кубрат, Савин, Ясеновец, Манастирско, Пиргово, Русе, Две могили, Копривец, Силистра, Скала (област Силистра), Коларово (област Силистра), Твърдица (област Сливен), Боров дол, Богданово (област Сливен), Коньово, Прохорово, Костинброд, Зимевица, Ярлово, Желен, Полянци, Долни Богров, Подгумер, София (пет читалища), Александрово (област Стара Загора), Винарово (област Стара Загора), Малка Верея, Петрово (област Стара Загора), Яздач, Горно ново село, Елхово (област Стара Загора), Борилово, Стара Загора, Попово, Захари Стояново (област Търговище), Подгорица, Церовище, Помощица, Елена (област Хасково), Рабово, Стамболийски (област Хасково), Студена (област Хасково), Тополовград, Черна (област Шумен), Лозево, Мелница.
На свети Кирил и Методий е наречена улица в Центъра на София (Карта).